# Coccoloba pubescens
Coccoloba pubescens (hojancha, oreja de elefante)  es una especie de Coccoloba nativa de regiones costeras del Caribe: Antigua, Bahamas, Barbados, Barbuda, Dominica, República Dominicana, La Española, Martinica, San Vicente y las Granadinas, Montserrat, Puerto Rico.

## Descripción
Es un árbol mediano, que alcanza 24 m de altura y un tronco de 6 dm de diámetro, con una corona abierta, de ramas expandidas. Hojas  orbiculares, muy variables en tamaño, de 2,5–45 cm de diámetro  (raramente exceda 9 dm), bien brillantes y verdes arriba, más pálidas en el envés, con venación amarilla a rojiza, y márgenes suaves, cerosos.  Flores verdosas blancas, en espigas erectas de 6 dm de largo. Fruto de 2 cm de diámetro.

## Usos
Madera apta para pisos, construcción. Su densidad es de 790 kg/m³

## Taxonomía

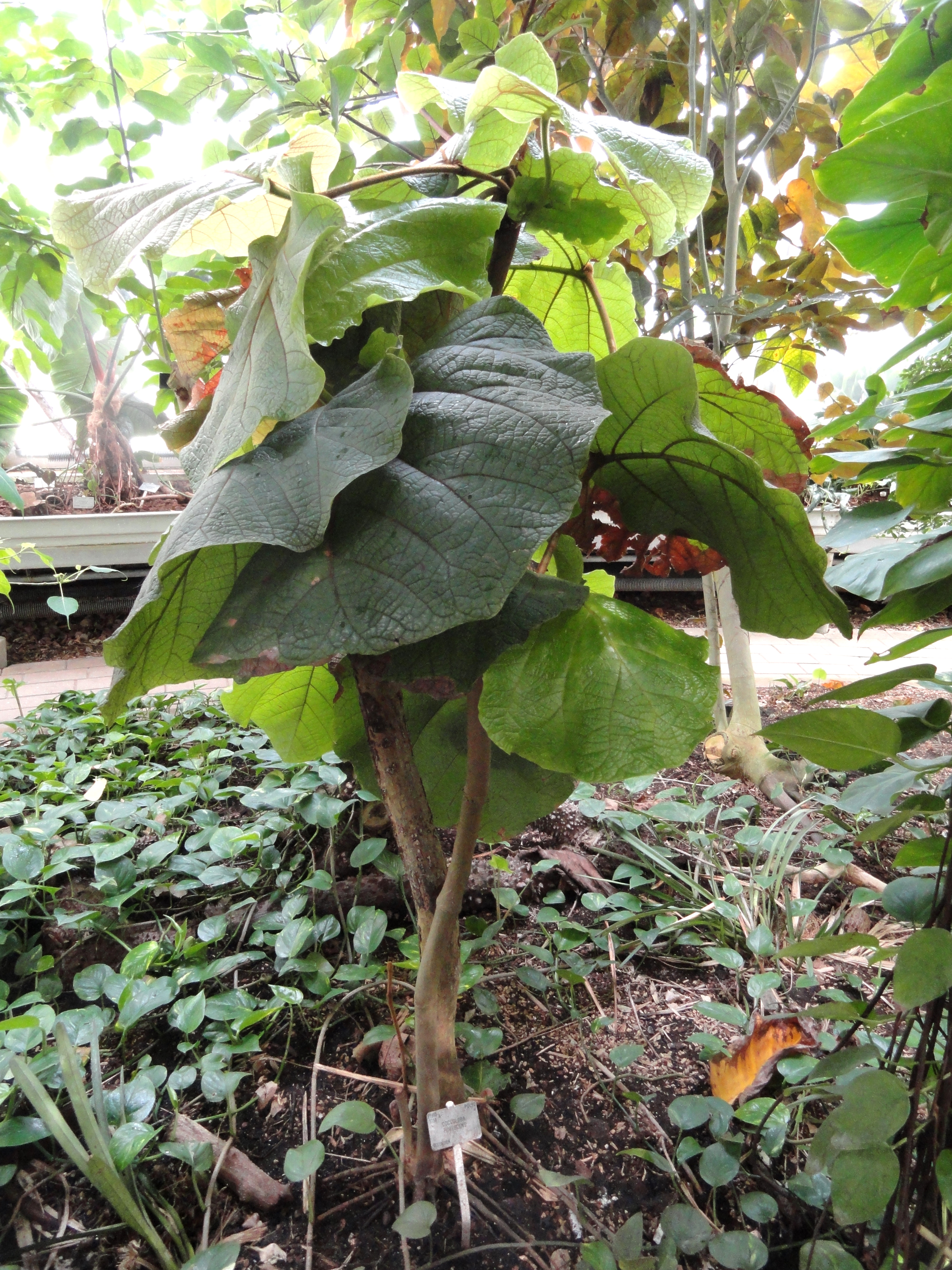
Coccoloba pubescens (Jardín Botánico de la Universidad de Copenhague)

Coccoloba pubescens fue descrita por  Carlos Linneo y publicado en Systema Naturae, Editio Decima 1007. 1759.
Sinonimia
- Coccoloba antiguensis Sandwith
- Coccoloba bonfilsiana Stehlé & M.Stehlé
- Coccoloba grandifolia Jacq.
- Coccoloba rubescens L.
- Coccolobis antiguensis Sandwith
- Coccolobis pubescens (L.) Crantz[5]